# Трюгг, Матс
Матс Трюгг (норв. Mats Trygg; род. 1 июня 1976, Осло) — норвежский хоккеист, защитник клуба Норвежской хоккейной лиги «Волеренга», участник двух зимних Олимпийских игр.

## Карьера

### Клубная карьера
Свою карьеру хоккеиста Трюгг начал в только что созданной команде «Спектрум Флайерз», которая появилась в результате объединения «Манглеруд Стар» и «Фурусет». Однако этот проект просуществовал всего два сезона, после чего вновь распался на две команды. Свою карьеру Матс продолжил в «Манглеруд Стар», где отыграл следующие три сезона. По окончании сезона 1998/1999 Трюгг отправился в Швецию в клуб «Ферьестад». Здесь Матс довольно быстро стал одним из основных защитников команды. За 6 сезонов, проведённых в составе «Ферьестада» Трюгг смог один раз выиграть чемпионат Швеции, а также ещё 4 раза стать серебряным призёром национального первенства. Летом 2005 года Трюгг переехал в Германию, где за 6 лет успел поиграть за три разных команды. В 2011 году Матс вернулся в Швецию. Контракт с игроком подписал клуб из Йёнчёпинга «ХВ71». В его составе Трюгг провёл два сезона, но добиться каких-либо значимых результатов ему здесь не удалось. В 2013 году Матс принял решение вернуться в Норвегию, где начал выступать за клуб «Лёренскуг». В 2018 году перешёл в столичную «Волеренгу».

### Международная карьера
В составе молодёжной сборной Норвегии Трюгг принял участие в двух чемпионатах мира в группе B. Свои выступления за основную сборную Матс начал в 1997 году. За сборную Трюгг выступил на 12-ти чемпионатах мира элитной группы. Дважды Трюгг принимал участие в зимних Олимпийских играх, отыграв в общей сложности 7 матчей, в которых не набрал ни одного очка при показатели полезности −7.

## Статистика
| Легенда | Легенда                    | Легенда | Легенда                   | Легенда | Легенда    |
| ------- | -------------------------- | ------- | ------------------------- | ------- | ---------- |
| И       | Количество проведённых игр | Штр     | Штрафное время            | +/−     | Плюс-минус |
| Г       | Голы                       | П       | Голевые передачи          | О       | Очки       |
| -       | Статистика неизвестна      | —       | Статистика не учитывалась |         |            |

### Клубная карьера
Статистика на 24 октября 2015 года

## Достижения

### Командные
Норвегия
- Победитель первого дивизиона чемпионата мира (1): 2005
- Серебряный призёр первого дивизиона чемпионата мира (2): 2003, 2004
- Бронзовый призёр первого дивизиона чемпионата мира (1): 2002

 Ферьестад
- Чемпион Швеции (1): 2001/02
- Серебряный призёр чемпионата Швеции (4): 2000/01, 2002/03, 2003/04, 2004/05

### Личные
Норвегия
- Игрок года в Норвегии (1): 2001/02

 Кёльнер Хайе
- Участник матча всех звёзд (1): 2008

 Лёренскуг
- Команда всех звёзд чемпионата Норвегии (1): 2013/14

## Личная жизнь
- У Матса Трюгга есть брат-близнец Мариус, выступающий за «Манглеруд Стар», и младший брат Матиас, который играет в составе Волеренги.